# Cyperméthrine
 (juin 2020).
Sa qualité peut être largement améliorée en utilisant un vocabulaire plus directement compréhensible.
La cyperméthrine  est une substance active de produit phytosanitaire (ou produit phytopharmaceutique, ou pesticide), qui présente un effet insecticide, et qui appartient à la famille chimique des pyréthrinoïdes de synthèse.

## Réglementation
Sur le plan de la réglementation des produits phytopharmaceutiques :
- pour l’Union européenne : cette substance active est inscrite à l’annexe I de la directive 91/414/CEE par la directive 2005/53/CE. 
A souligner que le produit actif du SARPECO est la cyperméthrine, pyréthrinoïde de synthèse, l’une des douze substances prioritaires (dicofol, acide perfluorooctane sulfonique et ses dérivés (perfluoro-octanesulfonate PFOS), quinoxyfène, dioxines et composés de type dioxine, aclonifène, bifénox, cybutryne, cyperméthrine, dichlorvos, hexabromocyclododécanes (HBCDD), heptachlore et époxyde d'heptachlore, terbutryne) identifiées lors de l’adoption de la nouvelle directive sur les substances prioritaires dans l’eau (Directive 2013/39/UE du 12 août 2013)[4], laquelle modifie la directive 2000/60/CE (Directive Cadre Eau) qui recense les substances prioritaires et la directive 2008/105/CE établissant des normes de qualité environnementales dans le domaine de l’eau. Les États membres devront la transposer avant le 14 septembre 2015.
- pour la France : cette substance active a été autorisée dans la composition de certaines préparations phytopharmaceutiques (ex : Forester étudié en 2008 par l'Anses[5]) et a bénéficié d'une autorisation de mise sur le marché. En 2016, une dérogation permet encore à certains opérateurs forestiers d'utiliser ce pesticide de façon exclusive et dérogatoire (depuis 15 ans à la suite des tempêtes de 1999) en pulvérisation sur les bois en bord de forêt.

Sur le plan de la réglementation des produits phytosanitaires dans l'agriculture :
- pour la Suisse : cette substance active est autorisée en culture conventionnelle sous conditions. Elle n’est pas autorisée en bio et ne figure pas dans la Liste des intrants de l'Institut de recherche de l’agriculture biologique FiBL[6]. Pour répondre aux différentes exigences liées à l'obtention des paiements directs, une autorisation spéciale doit être demandée à l'autorité cantonale compétente avant chaque utilisation. Les conditions sont précisées dans l'Ordonnance sur les paiements directs versés dans l’agriculture[7].

## Caractéristiques physico-chimiques
Les caractéristiques physico-chimiques dont l'ordre de grandeur est indiqué ci-après, influencent les risques de transfert de cette substance active vers les eaux, et le risque de pollution des eaux :
- Hydrolyse à pH 7 : stable,
- Solubilité : 0,2 mg·L-1,
- Coefficient de partage carbone organique-eau : > 2 000 cm3·g-1. Ce paramètre, noté Koc, représente le potentiel de rétention de cette substance active sur la matière organique du sol. La mobilité de la matière active est réduite par son absorption sur les particules du sol.
- Durée de demi-vie : 60[8] jours. Ce paramètre, noté DT50, représente le potentiel de dégradation de cette substance active, et sa vitesse de dégradation dans le sol.
- Coefficient de partage octanol-eau : 6,3. Ce paramètre, noté log Kow ou log P, mesure l’hydrophilie (valeurs faibles) ou la lipophilie (valeurs fortes) de la substance active.

## Écotoxicologie
Sur le plan de l’écotoxicologie, les concentrations létales 50 (CL50) dont l'ordre de grandeur est indiqué ci-après, sont observées :
- CL50 sur poissons : 5×10-4 mg·L-1,
- CL50 sur daphnies : 3×10-4 mg·L-1,
- CL50 sur algues : > 0,1 mg·L-1.

## Toxicité pour l’homme
Sur le plan de la toxicité pour l’Homme, la dose journalière acceptable (DJA) est de l’ordre de : 0,05 mg/kg.